# Journal des roses

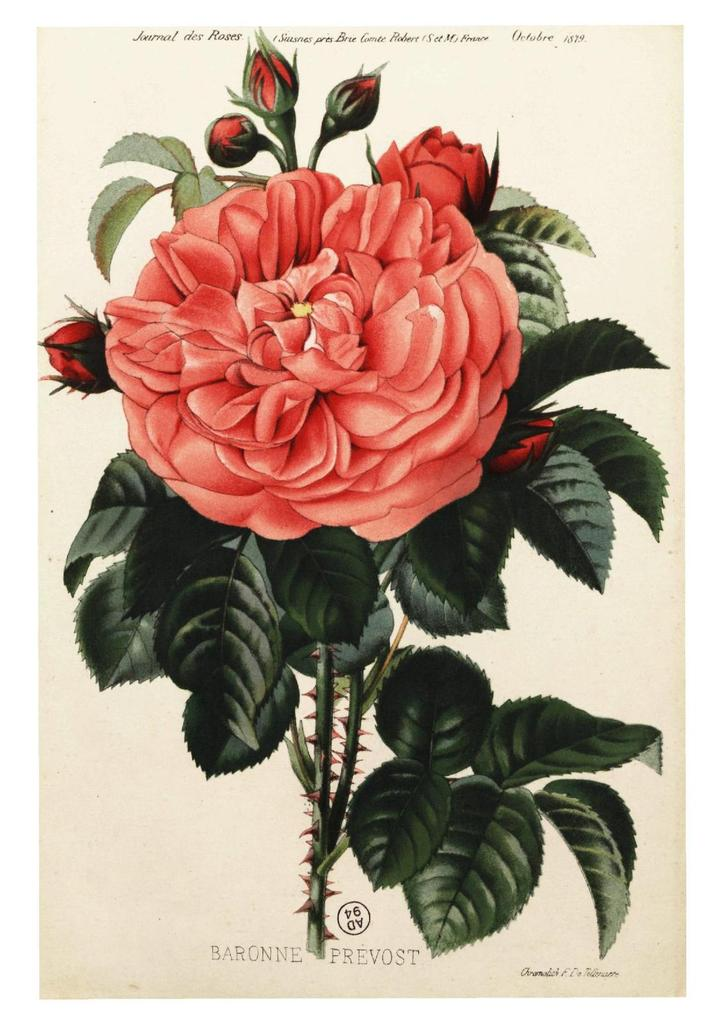
Illustration de la variété de rose 'Baronne Prévost', dans le n°10 d'octobre 1879 du Journal des roses.

Le Journal des roses est une revue mensuelle française fondée en 1877 par Scipion Cochet (1833-1896) et Camille Bernardin (1831-1894) spécialisée dans la culture des roses. Son dernier numéro date d'août 1914 au déclenchement de la Première Guerre mondiale.

## Histoire
Cette revue sert de lien entre les rosiéristes professionnels et les amateurs de roses. Elle traite des procédés de culture, des dernières obtentions de roses (beaucoup provenant de la maison Cochet, mais pas uniquement) avec leurs caractéristiques, informe le lecteur sur les dernières innovations et rend compte des expositions et des concours nationaux et internationaux. Camille Bernardin (président de la Société des rosiéristes) est le rédacteur-en-chef jusqu'en 1884 ; Philémon Cochet (frère de Scipion Cochet) lui succède, puis c'est au tour de Pierre Cochet (fils de Scipion Cochet) d'assurer la direction de la revue. En janvier 1912, le Journal des roses est racheté par Charles Cochet-Cochet, cousin germain et beau-frère de Pierre Cochet; mais il doit cesser sa parution lorsque la guerre de 1914-1918 est déclarée.
Le Journal des roses était lu dans l'Europe entière à une époque où le français était largement diffusé et compris et il était prisé pour ses nombreuses illustrations en couleur (chromolithographie) représentant les différentes variétés de rose dont il était question. Elle comprenait en moyenne seize pages et les abonnements de cette revue, éditée à Grisy-Suisnes, se répandaient en France et à l'étranger.
Les numéros de la revue (cotes REV 161/1 à REV 161/37) et les 246 planches illustrées (cotes REV 161-1 à REV 161-246) peuvent être consultés aux Archives départementales de Seine-et-Marne.

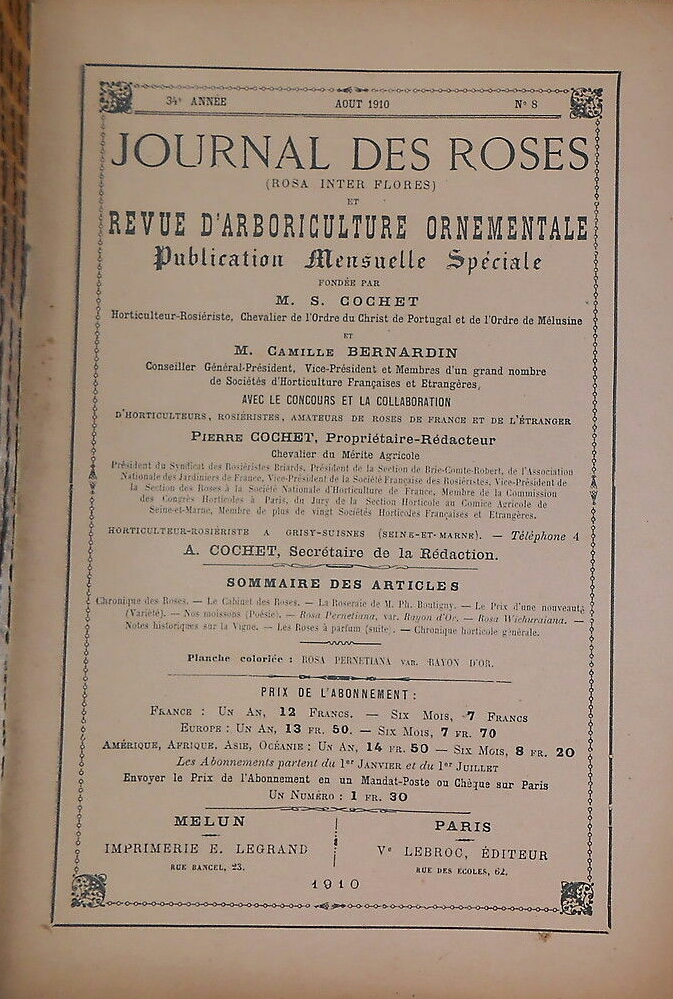
Couverture du numéro d'août 1910 du Journal des roses.

## Illustrateurs

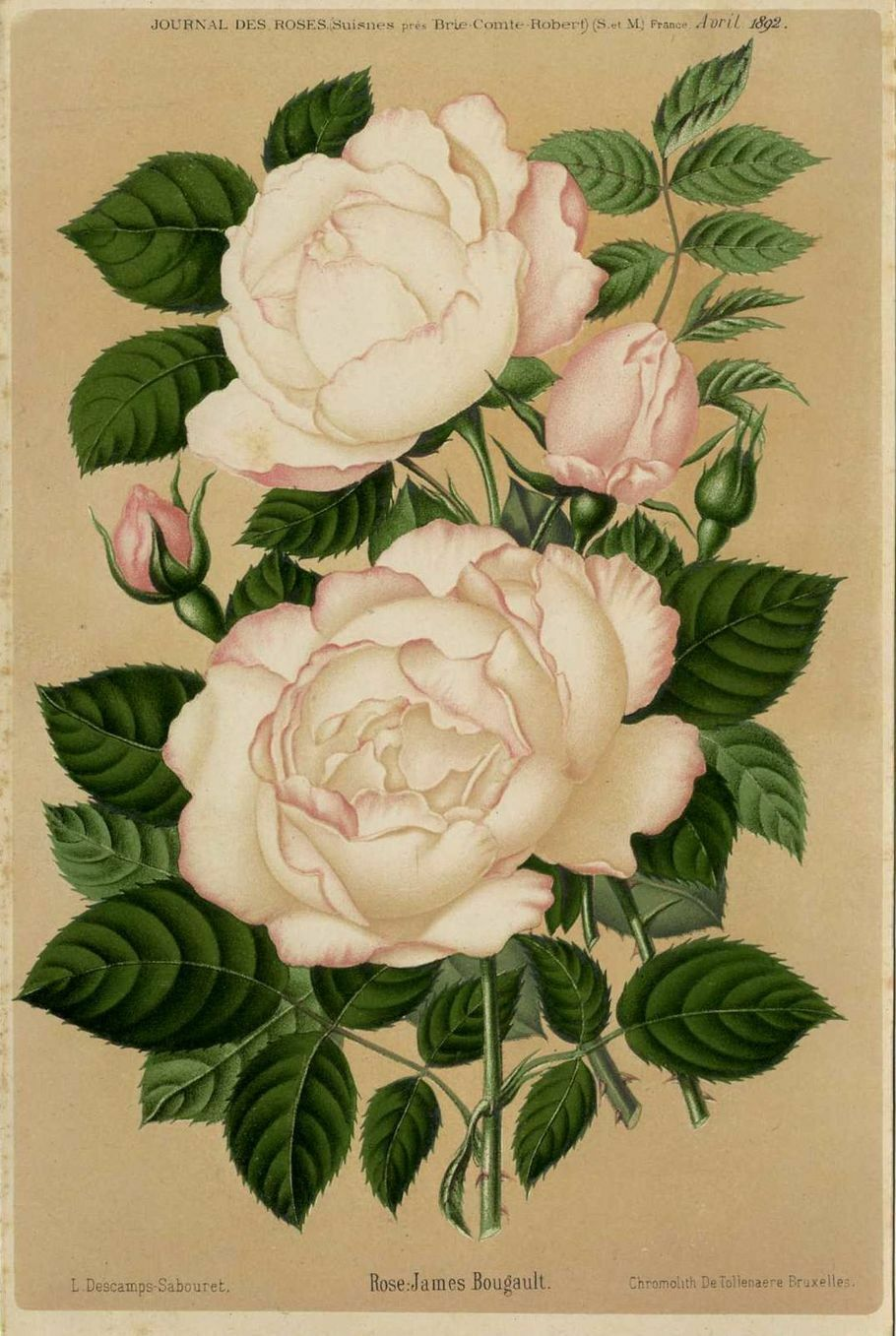
Rose 'James Bougault' (Renault, 1887), illustration de Louisa Descamps-Sabouret dans le n° d'avril 1892.

Plusieurs peintres illustrateurs et surtout illustratrices participent à l'illustration du Journal des roses ; on relève entre autres les signatures de Louisa Descamps-Sabouret (1855-1916), Walter Hood Fitch (1817-1892), P. Hauber, Suzanne Imbert,  Jeanne Koch, Alexina Lecomte-Cherpin, Édouard Maubert (1806-1879), Suzanne Poissonié (1861-1887), Catharina Klein (1861-1929), Lena Schmidt-Michel, etc.